# 港海豹
港海豹是分佈在北半球溫帶及極地海域的海豹。牠們出沒於大西洋及太平洋的海岸水域，與及波羅的海及北海，是分佈最廣的鰭足類。
港海豹呈褐色、黃褐色或灰色，吻呈V狀。成年港海豹長1.85米及重132公斤。雌海豹比公海豹長壽，可以活到30-35歲，雄性的壽命為20-25歲。牠們只會留在熟悉的環境，一般都是陸上掠食者不能到達的岩石地區，且有足夠的魚類食物供應。公海豹會在水中為交配而打鬥，雌海豹會與較強壯的公海豹交配。每次只會生一胎，由雌海豹哺育。幼海豹出生後幾小時內就懂得游泳及潛水，生長速度很快。牠們身體上有鯨脂來保暖。
港海豹全球數量約為40-50萬隻，某些地區的亞種正在瀕危。捕獵海豹現已全面禁止。

## 特徵

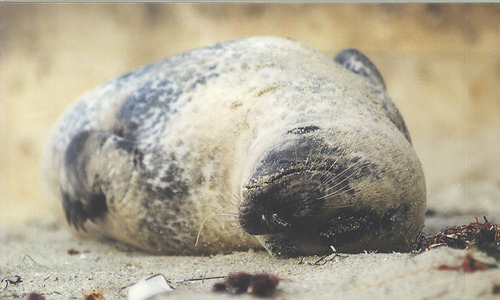
一隻幼海豹正在海邊休息。

港海豹呈黑褐色至黃褐色或灰色，腹部較為淺色，每一隻都有獨特的斑點或斑紋。身體及鰭都很短，頭部相對地較大及圓。吻呈V狀，沒有耳郭。在眼睛後方有一條較大的耳道。包括頭及腳蹼在內，成年港海豹長1.85米及重55-168公斤。雌海豹一般比公海豹細小。

## 數量
港海豹數量約有40-50萬隻，整體並非瀕危。在格陵蘭、北海道及波羅的海的大部份亞種卻正面臨威脅，當地的數量因疾病的爆發及人類的騷擾而大幅減少。在英國、挪威及加拿大，若為了保護漁業而獵殺海豹仍是合法的，但商業捕獵則被禁止。一些海豹依然有被獵殺，或成為副漁獲。在美國有更嚴格的限制，並不容許任何形式的獵殺。在美國東岸，牠們的數量似乎有所回升，逐漸回到以往的棲息地，南至佐治亚州。
雌港海豹的壽命為30-35歲，而公海豹則只為20-25歲。
因為雄性海豹會需要爭奪地盤以及交配權，因此雄性海豹平均壽命會比雌性海豹還要來的短。

## 亞種
港海豹有4-5個亞種：
- 西大西洋港海豹（Phoca vitulina concolor）：分佈在北美洲東部。
- 錫爾湖港海豹（Phoca vitulina mellonae）：分佈在加拿大東部的淡水區，很多學者都認為牠們與西大西洋港海豹是相同亞種。
- 東太港海豹（Phoca vitulina richardsi）：分佈在北美洲西部。
- 千島港海豹（Phoca vitulina stejnegeri）：分佈在亞洲東部。牠們有時被認為是獨立的物種。
- 指名亞種（Phoca vitulina vitulina）：分佈在歐洲及西亞，是全球最為普遍的亞種。

## 棲息地及食性

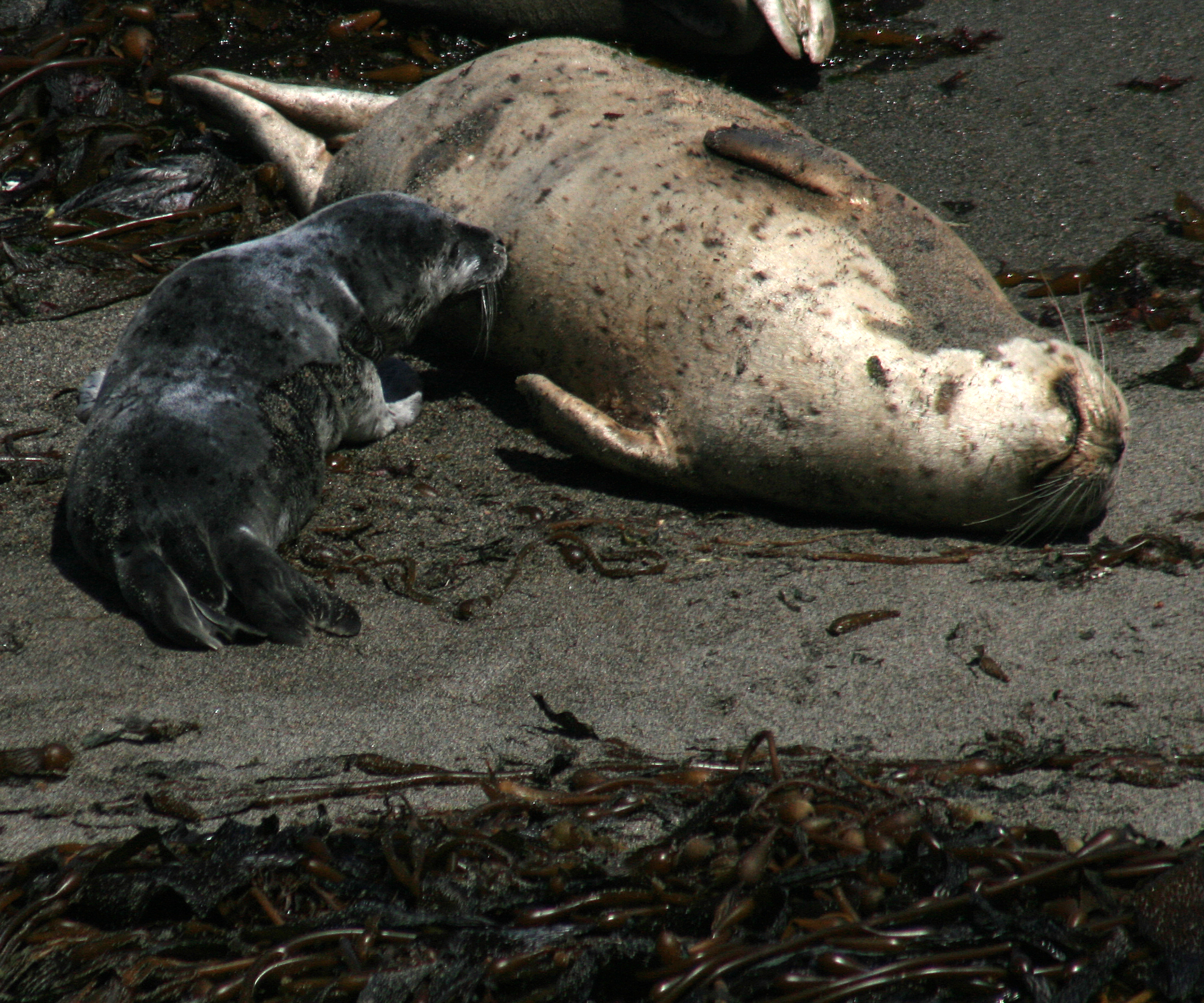
母海豹正在餵哺幼海豹。

港海豹對自己棲息的地方有很高的忠誠度。牠們會花幾天的時間在海中及游達50公里覓食，也會經河流游到淡水的地方。牠們的巢穴會在如赫布里底群島或新英格蘭等岩石海岸或沙灘。牠們棲息在沙質的潮間帶，有一些也會進入河口覓食。近年有一些甚至會在紐約港及波士頓港覓食及玩耍。牠們經常會留在海港，故得此名。
在很多地方都有對其習性進行深入研究：牠們主要獵食魚類，如鯡魚、鯷科、鱸魚、鯡屬、鱈魚、牙鱈及比目魚，有時也會吃蝦、蟹、軟體動物及魷魚。牠們可以潛水達10分鐘，進入水深457米或更深的地方。牠們只有在很少的情況下會攻擊、殺死及吃海鳥。

## 行為及繁殖
港海豹是群居的，但其群落數量並不如其他海豹。若不覓食時，牠們會離開水面到自己的巢穴。牠們傾向留在海岸，不會離開多於20公里。示愛及交配都會在水中進行。相信牠們是一夫多妻制的，但詳細不明。雌海豹每年只會生一胎，妊娠期為9個月。
港海豹每年都會走上岸來生產，在低緯度的群落會於2月生產，在亞北極的則遲至7月。母海豹是唯一會餵哺幼生的，約4-6個星期就會斷奶。公海豹則只會與其他公海豹打鬥。研究發現公海豹會在水中聚集，呼叫吸引準備交配的雌海豹。幼生出生時已經發育良好，幾小時內就能夠游泳及潛水。牠們出生時重約16公斤，到斷奶時就可以重雙倍。
港海豹在繁殖後不久就要換毛，這時須留在岸邊。這在其生命周期尤為重要，但可能會受到人類騷擾。雌海豹在幼生斷奶後會立即再進行交配。

## 外部連結
- . ITIS. 2006  [3月23日, 2006].
- ARKive
- SealWatch.org （页面存档备份，存于）
- Marine Mammal Center （页面存档备份，存于）
- van den Toorn, jaap. . Jaap's Marine Mammal Pages. 1999-09-21  [2006-06-26]. （原始内容存档于2006-03-11）.